# 이기중 (법조인)
이기중(李起中, 1953년 5월 19일 ~ )은 대한민국의 제18대 부산고등법원장을 역임한 법조인이다.

## 생애
1953년 5월 19일 경상남도 창원시에서 태어나 1970년 2월 부산고등학교와 1974년 2월 서울대학교 법학과를 각각 졸업하고 1976년 제18회 사법시험 합격해 사법연수원 8기를 수료하였다. '해방 공탁금의 법적 성질에 관한 연구' 등 논문 19편을 발표한 이기중은 부산지역 법조인들의 연구모임인 부산판례연구회의 회장을 맡았다. 취미는 영화감상, 스포츠를 즐기며, 태극권에 조예가 깊다.
1978년 9월 대전지방법원 판사에 임용되어 1981년 1월 대전지방법원 강경지원, 1982년 9월 대전지방법원, 1983년 9월 부산지방법원, 1987년 9월 대구고등법원, 1989년 3월 부산고등법원에서 판사를 하였으며 1991년 2월 대법원 재판연구관을 지낸 이후에 부장판사로 승진하여 1992년 8월 부산지방법원 울주지원, 1994년 7월 부산지방법원, 1998년 9월 울산지방법원 2000년 2월 부산고등법원에서 부장판사를 하다가 2002년 2월 부산지방법원 수석부장판사, 2004년 2월 부산지방법원 동부지원장을 역임하고 2005년에 부산고등법원 수석부장판사에 임명되었다.
2006년 6월 울산지방법원장이었던 김능환이 대법관에 임명되면서 공석이 된 울산지방법원의 법원장에 임명되어 재직하다가 부산지방법원(2007년 2월) 부산고등법원에서 법원장을 마지막으로 부산과 대구, 울산, 창원에서 31년간 법관 생활을 마무리했다. 2010년 2월 5일에 있었던 퇴임식에서 "법정에서 몸이 힘들더라도 좀 더 정성을 다해 배려하는 재판을 못 한 점이 마음에 걸린다"면서 "법적 분쟁으로 고통받는 사람의 심정을 헤아려 당사자와 소통하려고 애쓰고 더욱 친절하게 대한다면 이런 후회를 조금 덜 하게 될 것"이라고 하면서  "인간의 한계 탓에 오판했을 수도 있었을 것이고 이 때문에 피해를 본 사람이 있었을 것"이라며 "부족한 능력 때문에 상처 입은 사람들에게 죄송한 마음을 갖고 살겠다"고 말한 이기중은 이후 법무법인 정인 대표 변호사를 하였다. 2015년에는 대한법률구조공단의 법률 무료상담 자원봉사를 했다.
부산지방법원 동부지원장으로 재직할 때 전국에서 처음으로 경매절차에서 기간입찰제를 전면 실시한 이기중은 울산지방법원장에 취임할 때 "이제는 변화와 개혁에 주저함이 없이 국민의 편에 서서 적극적으로 개선점을 찾아 좋은 서비스와 마음을 전하도록 다함께 노력합시다."고 하면서 "국민들은 법원을 최후의 보루로 생각하고 찾아온다"며 "국민들로부터 신뢰받기 위해서는 국민들이 공감하는 재판다운 재판을 해야 한다"고 했다. 부산지방법원장에 임명된 직후에는 부산변호사회가 "해사분쟁 등 부산지역의 특수한 재판을 하급심에서 다뤄 본 지역 법관이 새 정부 첫 대법관이 돼야 한다는 점을 강조하기 위해 이기중을 독자적인 후보자로 추천하기로 의견을 모았다"며 대법원에 대법관 후보로 추천했다."고 말했다.

## 주요 판결
- 부산지방법원 울산지원 제2민사부 재판장으로 재직하던 1992년10월 6일에 현대공업 해고 노동자 4명이 회사를 상대로 청구한 해고무효 확인소송에서 "조합원에 대한 교육 재료로 사용한 책과 테이프 등은 노조활동에 참여하는 노동자들이 기본적으로 알고 있어야 할 상식이나 노동쟁의때 흔히 부르는 노래 등이 실린 것으로 시중 서점에서 손쉽게 구할 수 있고 유인물도 노동운동과 관련된 일간신문의 기사나 사설 등을 발췌한 것으로 건전한 노사관계를 해쳤다고 볼 수 없다"는 이유로 "해고를 무효"로 하면서 "복직때까지 임금을 지급하라"고 했다.[6]

- 부산지방법원 형사2부 재판장으로 재직하던 1997년 9월 3일에 1980년 5.17 이후 계엄법위반으로 유죄를 선고받고 형이 확정된 부산광역시 내성중학교 교사와 노동문제연구소에서 근무하는 직원이 청구한 계엄법 위반죄 재심 사건에서  "당시의 비상계엄상황에서 피고인들이 최후의 헌법수호자인 국민으로서 헌정질서파괴범에 대항한 것은 헌정질서수호를 위한 최소한의 정당한 행위이므로 당연히 무죄"라고 했다. 이는 전국에서 처음으로 무죄를 선고한 사건이다.[7]

- 부산지방법원 수석부장판사로 재직 중이던 2003년에 "인근에 신축 중인 고층아파트로 인해 일조권을 침해받고 있다"며 제기한 공사중지 가처분신청사건에서 "건축관련 법규를 지켰다 하더라도 한도를 벗어난 일조침해에 대한 책임이 면제되는 것은 아니다"라며 "아파트 높이를 절반으로 낮춰 시공하라"고 했다.